# Talaveruela de la Vera
Talaveruela de la Vera är en kommun i Spanien.   Den ligger i provinsen Provincia de Cáceres och regionen Extremadura, i den centrala delen av landet, 160 km väster om huvudstaden Madrid. Antalet invånare är 395. Arean är 21,0 kvadratkilometer.
Terrängen i Talaveruela de la Vera är huvudsakligen kuperad, men åt sydost är den platt.